# Voralpreuss
La Voralpreuss est un affluent de la Göschenerreuss, dans la commune de Göschenen, dans le canton d'Uri, en Suisse.

## Cours
Elle prend naissance à 2796 m au pied du glacier suspendu du Stucklistock qui culmine à 3312 m.
Sur les 7 km de son cours, elle capte les torrents issus d'autres glaciers, par ex. le Schiessend Bach qui collecte le Brunnenfirn et Flachensteinfirn sous le Sustenhorn.
Elle traverse ensuite une cuvette humide constituée de ruisseaux, de bancs de sable et de gravier, et de tourbières.
Enfin, au hameau de Wiggen, à 4,5 km à l'ouest de Göschenen, le Voralpreuss conflue avec la Göschenerreuss.

## Activités
Une partie de l'eau du Voralpreuss est captée entre les alpages de Horefelli et de Bodmen par une conduite de 3,9 km de long, construite en 1960, qui se déverse dans le lac du barrage de Göscheneralpsee pour être utilisée par la centrale électrique de Göschenen .
On pratique une agriculture alpine extensive dans toute la vallée de la Voralpreuss (nombreux châlets d'alpages ou granges). Mais en août 1987, une inondation a dévasté la vallée après de fortes pluies.
Enfin, la vallée de la Voralpreuss est connue des alpinistes et randonneurs, notamment par la présence du refuge Voralphütte du Club alpin suisse, située au pied de la moraine, en haut de la vallée. Un premier refuge avait été construit en 1891 par la section UTO du CAS (de) à cet endroit. Après des extensions au fil du temps, la section a plus récemment reconstruit le refuge, détruit par une avalanche en 1989.

## Liens Web
- Voralpreuss